# Торин Дубощит
То́рин Дубощи́т (англ. Thorin Oakenshield, вариант перевода — Торин Оукеншильд) — в легендариуме Дж. Р. Р. Толкина гном, один из главных персонажей повести «Хоббит, или Туда и обратно». Торин является наследником Королевства Под Горой, откуда его отец и дед были изгнаны драконом Смаугом. Он организует поход с целью вернуть сокровища своих предков, в котором также приняли участие 12 гномов и хоббит Бильбо Бэггинс. Торин погибает в Битве Пяти Воинств.
В образе Торина отражены свойства скандинавского героя и шекспировского персонажа. Он изображён как положительный герой в большей части повести, пока не поддался желанию драконьего золота, после чего Торин представлен в гораздо более негативном свете, подверженным алчности (повторяющаяся тема в произведении Толкина). Его судьбу напоминает участь Боромира в романе «Властелин Колец».

## Имя
Как и большинство имён гномов в «Хоббите», Торин (др.-сканд. Þorinn — «смельчак, отважный», от слова þora — «осмеливаться») взято из списка гномов Dvergatal в эддических песнях «Прорицание вёльвы» и «Видение Гюльви». Его прозвище происходит из того же источника — другой гном из Dvergatal назван Эйкинскьяльди (др.-сканд. Eikinskjaldi — «дубовый щит»), что Толкин перевёл на английский язык как Oakenshield.

## Характеристика
Как описано в «Хоббите», Торин был одет в небесно-голубой капюшон с серебряной кистью и носил золотую цепочку. Он играет на арфе. В бою Торин сражается топором, гондолинским мечом Оркристом, найденным в пещере троллей, и луком, который он использует на охоте и во время переговоров у ворот Эребора.
Его моральный облик противоречив. С одной стороны, Торин — смелый и решительный лидер, справедливый и верный своему слову. Тем не менее, ему также свойственна алчность, которая является распространённой чертой среди гномов, и гордыня — два недостатка, которые ускорили его падение.

## Литературная биография
Торин родился в 2746 году Третьей эпохи (Т. Э.). Прямой потомок Дурина, он является сыном Траина II и внуком Трора, короля Под Горой. Он носит то же имя, что и его предок Торин I. Брат Торина Фрерин родился в 2751 году, сестра Дис — в 2760 году Т. Э.
В 2770 году дракон Смауг, привлечённый слухами о богатстве королевства гномов, нападает на Одинокую Гору и захватывает её. Торину вместе с отцом и дедом удалось спастись. После долгих скитаний он некоторое время жил в Дунланде. В 2793 году из-за убийства Трора орком Азогом в Мглистых горах вспыхивает Война гномов и орков. Во время последнего сражения этой войны, битвы при Азанулбизаре (2799 г.), щит Торина раскололся, и он срубил дубовую ветку, используя её для защиты и нанесения ударов, за что получил прозвище «Дубощит». В этом бою погиб Фрерин, младший брат Торина. Однако сражение окончилось победой гномов, а Азог был убит.
После войны Траин II и его народ поселились в Синих горах на западе Эриадора. После исчезновения отца в 2841 году Торин был провозглашён королём в изгнании. Во время его правления гномы стали жить в относительном благополучии, но Торин не забывал о долге мести Смаугу и строил планы возвращения своего королевства.
25 марта 2941 года Торин встретил в Бри волшебника Гэндальфа Серого и рассказал ему о своих планах. Гэндальфа в то время беспокоило возрождение силы Тёмного Властелина Саурона (на тот момент скрывался под именем Некромант), который мог использовать Смауга в войне на севере Средиземья. Как раз незадолго до этого Гэндальф оказался в темнице Саурона, где встретил Траина II, уже сошедшего с ума, но всё же передавшего волшебнику карту Одинокой Горы и ключ от потайного входа. Он убедил Торина отказаться от войны с драконом и организовать тайный поход с двенадцатью спутниками, в том числе с его племянниками Фили и Кили, и рекомендовал хоббита Бильбо Бэггинса в качестве взломщика.
Компания во главе с Торином покинула Хоббитон 27 апреля. Во время перехода через Чернолесье Торина и его спутников взяли в плен эльфы. Он отказался раскрыть королю Трандуилу цель похода и был заключён в подземную камеру. Бильбо освободил гномов, и они прибыли в Озёрный город.
После того, как гномы дошли до Одинокой горы и проникли в логово Смауга, взбешённый дракон уничтожил Озёрный город, но был убит лучником Бардом. Торин завладел сокровищами Эребора и провозгласил восстановление королевства. Он отказался выплатить компенсацию за разрушенный драконом город, и армии людей и эльфов взяли Гору в осаду. В надежде вынудить Торина на переговоры Бильбо передал Барду, предводителю войска Озёрного города, и эльфийскому королю Трандуилу Аркенстон — легендарный камень, называемый Сердцем Горы, который Торин больше всего хотел вернуть из утраченных сокровищ. Торин за это изгнал хоббита и пообещал Барду его долю сокровищ взамен Аркенстона, но после прибытия армии гномов Железных Холмов во главе с Даином решил захватить камень силой. Конфликт был прерван нападением гоблинов и варгов, которыми руководил сын Азога Больг, стремившийся отомстить гномам за отца, и гномы объединились против них с войсками эльфов и людей.
Во время битвы Торин и его соратники вышли из ворот Эребора и атаковали гвардию предводителя орков Больга, но из-за недостатка воинов были вынуждены перейти к обороне. Торин был смертельно ранен, а его племянники погибли, защищая его. Неожиданное появление Беорна принесло союзникам победу в Битве Пяти Воинств: он убил Больга, обратив в бегство его армию, и вынес гнома из боя. Перед смертью Торин примирился с Бильбо:

Если бы наш брат побольше ценил вкусную пищу, застолье и песни и поменьше золото, то в мире было бы куда веселее. Но какой этот мир ни есть — печальный или весёлый — а я его покидаю. Прощай!— Толкин Дж. Р. Р. Глава 18. Обратный путь // Хоббит, или Туда и обратно / Пер. с англ. Н. Рахмановой — С. 225
После смерти тело Торина было погребено в глубинах Эребора вместе с мечом Оркристом и Аркенстоном. Его троюродный брат Даин II Железностоп стал новым королём Под Горой.

## Создание и развитие
Высокомерный предводитель гномов появляется в первой рукописи «Хоббита», но тогда он носит имя Гэндальф (др.-сканд. Gandalf), в то время как волшебника зовут Бладортин (синд. Bladorthin). Персонажи получают свои окончательные имена только на довольно поздней стадии: Толкин отмечает необходимость изменить имена в записи, сделанной после составления седьмой главы, Medwed («Небывалое пристанище» в опубликованной повести), но это происходит только в десятой главе, «Озёрный город» («Радушный приём»), написанной после перерыва в несколько месяцев.
По первоначальному замыслу гномы не должны были поддаться «драконовой болезни», а алчность проявляли эльфы и люди, что создавало только внешнюю опасность для Бильбо. Идея, что Торин должен погибнуть в финальной битве, предположительно, появилась у Толкина позднее, во время «третьей фазы» написания «Хоббита»: как подчёркивает Джон Рейтлифф, «ничто не предвосхищает сцены смерти Торина в оригинальной рукописи до того, как Гэндальф вводит Бильбо в палатку умирающего короля». Первоначально Битвы Пяти Воинств не существовало, а Торин становился королём Под Горой после мирного разрешения конфликта с людьми и эльфами.
Толкин продолжает развивать образ Торина после публикации «Хоббита». Приложения к «Властелину колец», написанные в 1955 году, включают историю народа Дурина, где Торин упоминается несколько раз. Торин также присутствует в нескольких вариантах текста, представляющего точку зрения Гэндальфа о событиях, которые привели к началу похода к Одинокой Горе. Этот текст был опубликован в «Неоконченных сказаниях» под названием «Поход к Эребору».

## Литературная критика
В образе Торина проявляется влияние скандинавской мифологии на творчество Толкина. Помимо происхождения его имени, характер Торина напоминает «горячий нрав … и независимость, которая так типична для древнескандинавских героев», а переговоры, которые он ведёт с Бардом, полны архаичной лексики и «заимствованы напрямую из исландских саг», в частности из «Саги о Храфнкеле».
Образ про́клятого сокровища, которое вызывает алчность и в итоге губит тех, кто пытается им завладеть, появляется в «Сильмариллионе», где он связан с ожерельем гномов — Наугламиром. Дуглас Андерсон и Томас Шиппи проводят параллель со стихотворением Толкина «Iúmonna Gold Galdre Bewunden», в котором про́клятое сокровище приводит к деградации всех своих владельцев (переработанная версия стихотворения была опубликована в 1962 году под названием «Сокровище» в сборнике «Приключения Тома Бомбадила»). Идея «драконовой болезни», которой кроме Торина поддаётся также бургомистр Озёрного города, заимствована из древнеанглийской поэмы «Беовульф».
Джон Рейтлифф отмечает особенную связь между Торином и его троюродным братом Даином: последний появляется в повести, «чтобы заполнить роль Торина, когда Торин сам больше не в состоянии [её выполнять], вначале из-за драконовой болезни, затем по причине своей смерти». Он проводит параллель с братьями Боромиром и Фарамиром: старший брат, который поддался искушению, искупил свою слабость и умер, и младший, который проявил мудрость и удержался от такого же искушения.
Для Тома Шиппи одной из основных тем «Хоббита» является контраст между архаикой, представленной гномами, и современностью в лице Бильбо. Это противопоставление проявляется главным образом через язык персонажей. Стиль речи Торина архаичен и сосредоточен на практических вещах, в отличие от некоторых лишённых смысла современных фраз, которые произносит Бильбо («доброе утро», «прошу прощения»). Об этом свидетельствует подробный контракт по выполнению работы взломщика, который Торин представляет хоббиту. Тем не менее, Толкин не устоял перед возможностью добавить нотку юмора, наполняя этот контракт современными фразами: «предложение профессиональной помощи», «оплата при вручении», «четырнадцатая часть общего дохода». Впоследствии в повести противопоставляются два эти стиля, иногда в пользу древнего (приход Торина в Озёрный город), иногда в пользу современного (последний разговор Бильбо и Торина перед битвой). В конце повести эти стили примиряют последние слова Торина: они отражают как древность («Я ухожу в чертоги ожидания к моим праотцам»), так и современность («сын дружелюбного Запада»).
По мнению Энн Петти, Торин — шекспировский персонаж, развитие которого в повести напоминает Макбета: тот в начале своей истории является выдающимся полководцем, но неспособен устоять перед жаждой власти и становится подобным Ричарду III тираном. Падение Торина становится предсказуемым вследствие его поведения, но его трагическая смерть в бою является источником катарсиса для читателя.
Смерть Торина становится неожиданностью для читателя: речь идёт о втором по значимости персонаже книги (только у Бильбо больше диалогов, чем у него), и в то время автор детских сказок редко «убивал» одного из своих главных героев. Томас Шиппи считает, что смерть Торина способствует особенной эмоциональной глубине повести, которая объясняет стойкую популярность произведения. По мнению Джона Рейтлиффа, смерть короля и его племянников делает положительный исход приключения более внушающим доверие и опровергает все возможные обвинения повести в эскапизме (в негативном смысле этого термина).

## Образ Торина в адаптациях
Изображения Торина создали художники Алан Ли, Джон Хау, Тед Несмит и Анке Эйсманн. В увертюре «Хоббит» композитора Кэри Блайтона Торин представлен арфой — инструментом, на котором он играет в книге.
В мультфильме «Хоббит» 1977 года Торина озвучил Ганс Конрид. В советском телеспектакле «Сказочное путешествие мистера Бильбо Беггинса, Хоббита» роль Торина сыграл Анатолий Равикович.
Персонаж упомянут в расширенной версии фильма «Властелин колец: Братство Кольца», когда Гэндальф рассказывает о мифриловой кольчуге, подаренной Торином Бильбо. В кинотрилогии «Хоббит» режиссёра Питера Джексона роль Торина исполнил английский актёр Ричард Армитидж. По словам актёра, источником вдохновения для образа персонажа в экранизации послужили пьесы Уильяма Шекспира «Генрих V», «Ричард III» и «Макбет». Для работы над голосом он использовал монологи из этих произведений и слушал русскую церковную музыку. В фильме Торин значительно моложе, чем в повести, где он был старшим среди гномов. Ричард Армитидж объяснил цель этого изменения:

Вы должны верить, что в нём достаточно огня, чтобы снова быть Королём. Торину необходимо быть физически способным достичь этого и показать, что для гномов ещё есть будущее. В моём изображении его возраст проявляется больше в его опыте и авторитарной личности, чем в фактических годах.
Оригинальный текст (англ.)You need to believe that he has enough fire in him to be King again. Thorin needs to be physically capable of achieving that and showing there is still a future for the Dwarves. In my portrayal, his age is more about his experience and his authoritarian personality than his actual years.
— Sibley, B. Richard Armitage — Thorin // The Hobbit: An Unexpected Journey Official Movie Guide
В экранизации использованы материалы из Приложений к «Властелину Колец»: показана, в том числе, битва при Азанулбизаре, но, в отличие от книги, с Азогом сражается не Даин, а Торин. Азог не погибает и преследует отряд Торина во время похода на восток, став таким образом главным антагонистом фильма. Также увеличена роль Аркенстона, который имеет политическое значение в качестве символа объединения семи кланов гномов.
В рецензиях на «Хоббит: Нежданное путешествие» кинокритики сравнивали Торина с Арагорном и Боромиром из кинотрилогии «Властелин Колец». Ричард Корлисс из журнала Time, в частности, назвал его «более сердитым и амбивалентным изображением Арагорна Вигго Мортенсена». Другие рецензенты положительно отозвались о его актёрской игре. В третьем фильме помешательство Торина относили к удачным моментам картины — «Он эффектен в бою и убедителен в драматических эпизодах — по крайней мере, в той степени, в какой может быть убедителен одержимый гном-параноик». В разных частях фильма он фигурирует как протагонист, так и антагонист. Его безумие обладает чертами маниакальной депрессивности. Его деспотичная ярость и жажда золота придала ленте психологическую подоплёку. Впрочем, следование книге-первоисточнику несколько утеряло мотивы героя.
В качестве неигрового персонажа Торин появляется в игре The Hobbit, где его озвучил Клайв Ревилл. В многопользовательской ролевой игре «Властелин Колец Онлайн» его можно увидеть в Синих горах в начале игры за гнома или эльфа. Торин входит в число героев action RTS стратегии Guardians of Middle-earth.
Статуэтки Торина выпустили компании Weta Workshop, The Noble Collection и Vivid Imaginations. Фигурка персонажа включена в набор LEGO The Hobbit. После выхода первого фильма трилогии в Новой Зеландии были выпущены марки и коллекционные монеты с изображением Торина.